# Regiunea Worodougou
Regiunea Worodougou este una dintre cele 19 unități administrativ-teritoriale de gradul I ale statului Coasta de Fildeș.